# Melanopyge
Melanopyge là một chi bướm ngày thuộc họ Bướm nâu.